# La verdad sospechosa
La verdad sospechosa és l'obra capital de Juan Ruiz de Alarcón. Va ser escrita entre 1618 i 1621, abans de la mort del rei Felip III, a qui la dedicatòria suposa viu. Willard F. King dona una data més exacta per a l'obra, escrita segons ella entre 1619 i 1620. Segons l'estudi de Pedro Henríquez Ureña, va ser representada en 1624 i el seu text definitiu va aparèixer en la Segona part de les comèdies alarconianas, en 1634.
És l'obra més famosa de l'autor, considerada una rondalla d'intenció moralista, encara que la majoria dels estudiosos plantegen una altra visió. La crítica a la mentida és la intenció dominant, però no pot catalogar-se com un text didàctic ni moralitzador.

## Argument
L'obra està representada en Madrid, on don García, un mentider, coneix a Jacinta i a Lucrecia. El personatge principal està realment enamorat de donya Jacinta i, a fi de guanyar-la-hi, inventa tota una xarxa de mentides que li donen sentit a la història.

## Anàlisi
És la comèdia moralista més famosa d'Alarcón, on cada personatge posseeix una determinada importància que ho fa diferent de la resta. La verdad sospechosa, a la qual algunes interpretacions defineixen com a «ironia dels procediments teatrals en voga», és també una obra on triomfa la comèdia de caràcters sobre la comèdia d'embolics, perquè la trama gira entorn de ridiculitzar la figura del mentider don García, centre de tots els vicis. Hi ha altres estudiosos que analitzen a don García com a figura ambivalent. És al mateix temps un gallard galant enamorat que idealitza a la seva dama i ha de ser premiat amb el matrimoni; però és també una figura mentidera que ha de ser castigada. Hi ha els qui pensen que el comportament de don García reflecteix la teoria dels humors de l'època, mostrant un desequilibri.Aquest desequilibri s'ha interpretat de diverses maneres. Per a alguns el protagonista sofreix de melancolia, causada pel seu amor idealitzant;mentre que altres ho analitzen com a figura que mostra un excés de còlera, que ho porten a tenir un excés d'imaginació, desitjant l'amor i la fama com en el cas de Heróstrato qui va cremar el temple de Diana a Efes per a ser conegut.
Tots els personatges, especialment don Beltrán, posseeixen un elevadíssim sentit de la moral, com era obligatori en l'època. Això no significa, de cap manera, que Alarcón hagi intentat construir un drama didàctic d'acord amb els preceptes de la tragèdia; al contrari, els embolics de la comèdia es basen en la tolerància que molts personatges atorguen a les mentides de don García. Les múltiples interpretacions de l'obra han portat a l'estudi de les imatges astrològiques per a arribar a comprendre millor el text.
És habitual considerar a La verdad sospechosa com el punt de maduresa literària d'Alarcón. Per a King, «Mai va crear Alarcon un personatge més memorable que don García ni una comèdia més punxant que La verdad sospechosa, alimentada sens dubte per la seva pròpia experiència dels enganys de la cort». Segons la proposta de Castro Leal, amb aquesta obra arrenca el segon període del dramaturg, que té lloc entre 1613 i 1618 i que es caracteritza per comèdies de caràcter. El plantejament i la nitidesa de la història no difereixen en molt de les comèdies urbanes del Segle d'Or, perquè el conflicte es teixeix exclusivament entorn d'un tema i a un personatge central.
L'obra inclou a la Universitat de Salamanca com a escenari principal, a més de Madrid. Això podria deure's a una preferència d'Alarcón pels espais universitaris, ja que don García, el protagonista, presenta molts vicis ocasionalment atribuïts als estudiants. Aquest punt es reforça a partir del tercer acte, quan inicia el clímax de la història.
A La verdad sospechosa Alarcón exposa la crisi de valors de l'aristocràcia, a fi que els seus membres puguin corregir-se. Podria llegir-se en això una intenció autobiogràfica: l'autor ha estat víctima de maltractaments i menyspreus per part de diversos aristòcrates, per la qual cosa, a manera de revenja, decideix ridiculitzar-los en un teatre irònic. Aquest sistema ètic i moral regenera pràcticament tota la dramatúrgia del seu temps, alhora que reestructura el gènere de la Comèdia Nova.